# 夏洛特维尔

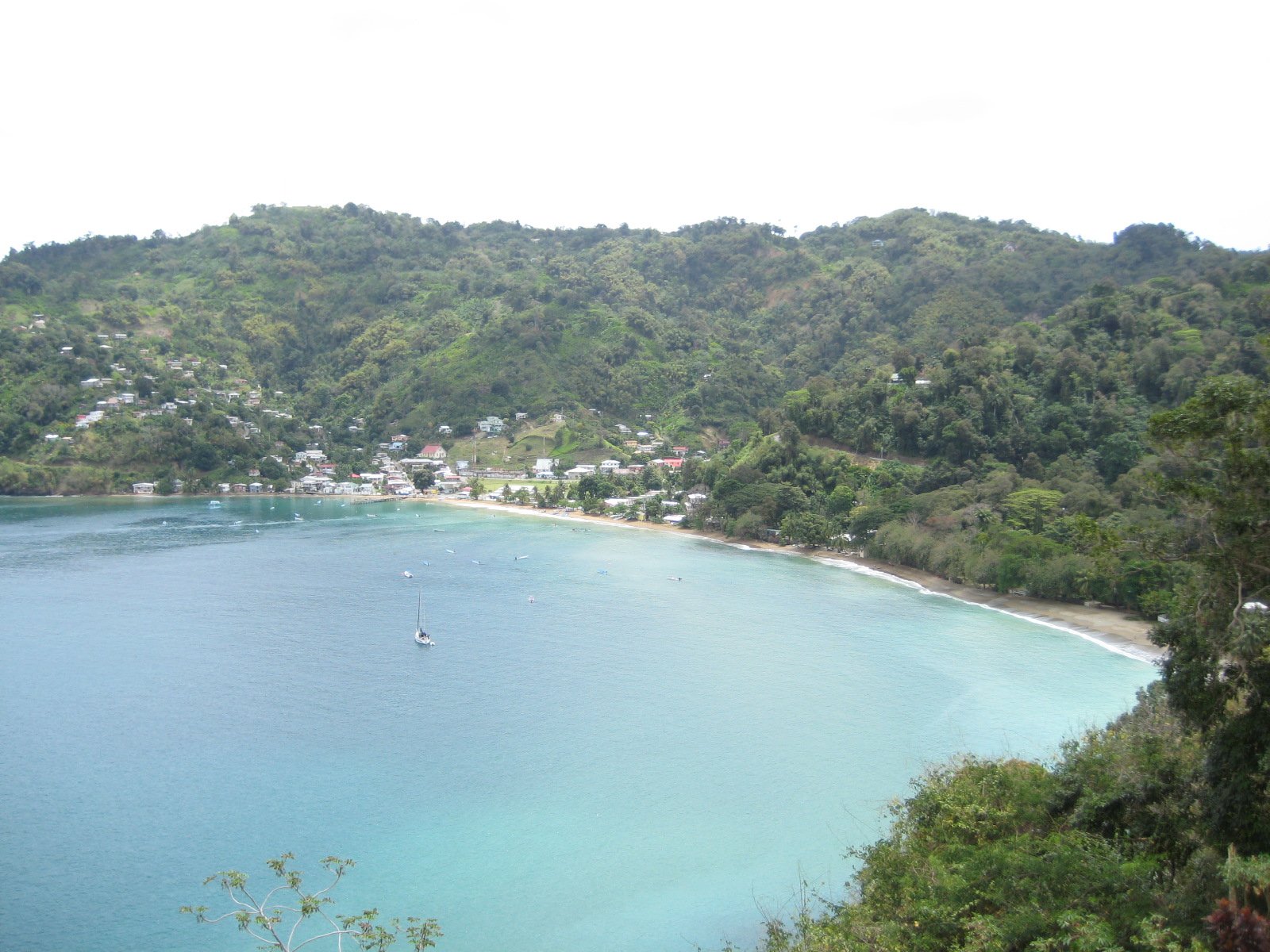

夏洛特维尔（英語：Charlotteville）是加勒比海岛国特立尼达和多巴哥的一座村庄，位于多巴哥岛东北端的战船湾，2011年人口863人。
这里有很少小餐馆。这里没有大酒店；这里只有很少用于租借的小旅馆和公寓。